# Gary Mabbutt
Gary Vincent Mabbutt MBE (* 23. August 1961 in Bristol) ist ein ehemaliger englischer Fußballspieler. Trotz einer Diabeteserkrankung bestritt er über 600 Ligaspiele im englischen Profifußball und gewann mit Tottenham Hotspur 1984 den UEFA-Pokal sowie sieben Jahre später den FA Cup.

## Karriere
Mabbutt begann die Profilaufbahn in seiner Heimatstadt bei den Bristol Rovers. Obwohl bei ihm im Alter von 17 Jahren Diabetes diagnostiziert worden war, machte er sich dort als vielseitig einsetzbarer Spieler einen Namen; eine Stammposition hatte er zu diesem Zeitpunkt nicht, wenngleich er zumeist als Innenverteidiger oder defensiver Mittelfeldmann agierte. Für eine vergleichsweise geringe Ablösesumme in Höhe von 120.000 Pfund heuerte Mabbutt im Juli 1982 bei Tottenham Hotspur an, das kurz zuvor den englischen Pokal gewonnen hatte.
Gleich bei seinem ersten Einsatz in der Charity-Shield-Partie gegen den FC Liverpool machte er im Wembley-Stadion im Mittelfeld einen sehr präsenten Eindruck und gab damit einen Vorgeschmack auf seine Führungsqualitäten, auf die die „Spurs“ in den folgenden 16 Jahren bauen konnten. Trotz seiner guten Auftritte auf dieser Position debütierte er am 13. Oktober 1982 gegen Deutschland (1:2) für die englische A-Nationalmannschaft als rechter Außenverteidiger und auch in London wuchs er stetig in die Rolle des „Allrounders“, der die Lücken stopfte, die verletzte Spieler hinterließen. Im Jahr 1984 gewann er mit seinem Team den UEFA-Pokal und nach der Verletzung von Paul Miller etablierte er sich als „Dauerlösung“ in der Abwehrzentrale. Nach Millers Rückkehr bestritt er dann zwar wieder einige Partien im Mittelfeld, aber nach dem Ablauf der Saison 1985/86 beorderte ihn der neue Trainer David Pleat neben Richard Gough in die Innenverteidigung. Gemeinsam erreichte die neu zusammengestellte Elf im Jahr 1987 das FA-Cup-Endspiel gegen Coventry City. Dort erzielte Mabbutt den zwischenzeitlichen 2:1-Führungstreffer, war dann aber auch mit einem Eigentor für den 2:3-Endstand in der 96. Minute verantwortlich – ein Fanmagazin von Coventry City mit dem Namen „Gary Mabbutt's Knee“ erinnert noch heute an diesen Umstand.
Nach dem Weggang von Gough in die schottische Heimat wuchs Mabbutt in dessen Rolle als Abwehrchef und Mannschaftskapitän und kompensierte seine vergleichsweise geringe Größe mit gutem Stellungsspiel und Timing. Angebote von anderen Vereinen lehnte er konsequent ab und im Jahr 1991 wurde seine Loyalität mit einem weiteren Einzug in das englische Pokalendspiel belohnt. Vier Jahre nach seiner persönlichen Enttäuschung führte er die Mannschaft gegen Nottingham Forest nun als Kapitän aufs Feld und nahm nach dem 2:1-Sieg den Pokal persönlich entgegen. Noch gut zwei Jahre spielte Mabbutt auf höchstem Niveau und half nach vierjähriger Pause in der englischen Nationalelf wieder aus, als diese im Herbst 1991 gegen die Türkei und Polen um die erfolgreiche Qualifikation zur anstehenden Europameisterschaft 1992 bangte. Nach einem 16. und letzten Auftritt für Englands A-Mannschaft gegen Tschechien am 25. Februar 1992 endete Mabbutts Karriere bei den „Three Lions“.
Im November 1993 brach sich Mabbutt nach einem harten Ellbogencheck von Justin Fashanu den Wangenknochen und fiel drei Monate aus. Eine weitere schwere Verletzung ereilte ihn zu Beginn der Saison 1996/97, als er sich bei den Blackburn Rovers das Bein brach und ein gesamtes Jahr pausieren musste. Mabbutt kehrte ein letztes Mal sportlich zurück, aber als sich der Verein im Mai 1998 zur Beendigung des Engagements entschied, verkündete der altgediente Spieler im Januar 1999 aufgrund anhaltender Knieprobleme seinen Rücktritt.
Nach seiner aktiven Laufbahn engagierte sich Mabbutt in vielfältiger Hinsicht öffentlichkeitswirksam. Neben seinem Kampf gegen Diabetes ist er ehrenamtlicher Botschafter der Football Association und Aufbauhelfer für den afghanischen Fußball.

## Titel/Auszeichnungen
- UEFA-Pokal (1): 1984
- Englischer Pokal (1): 1991